# Người phụ nữ Samaria bên giếng nước

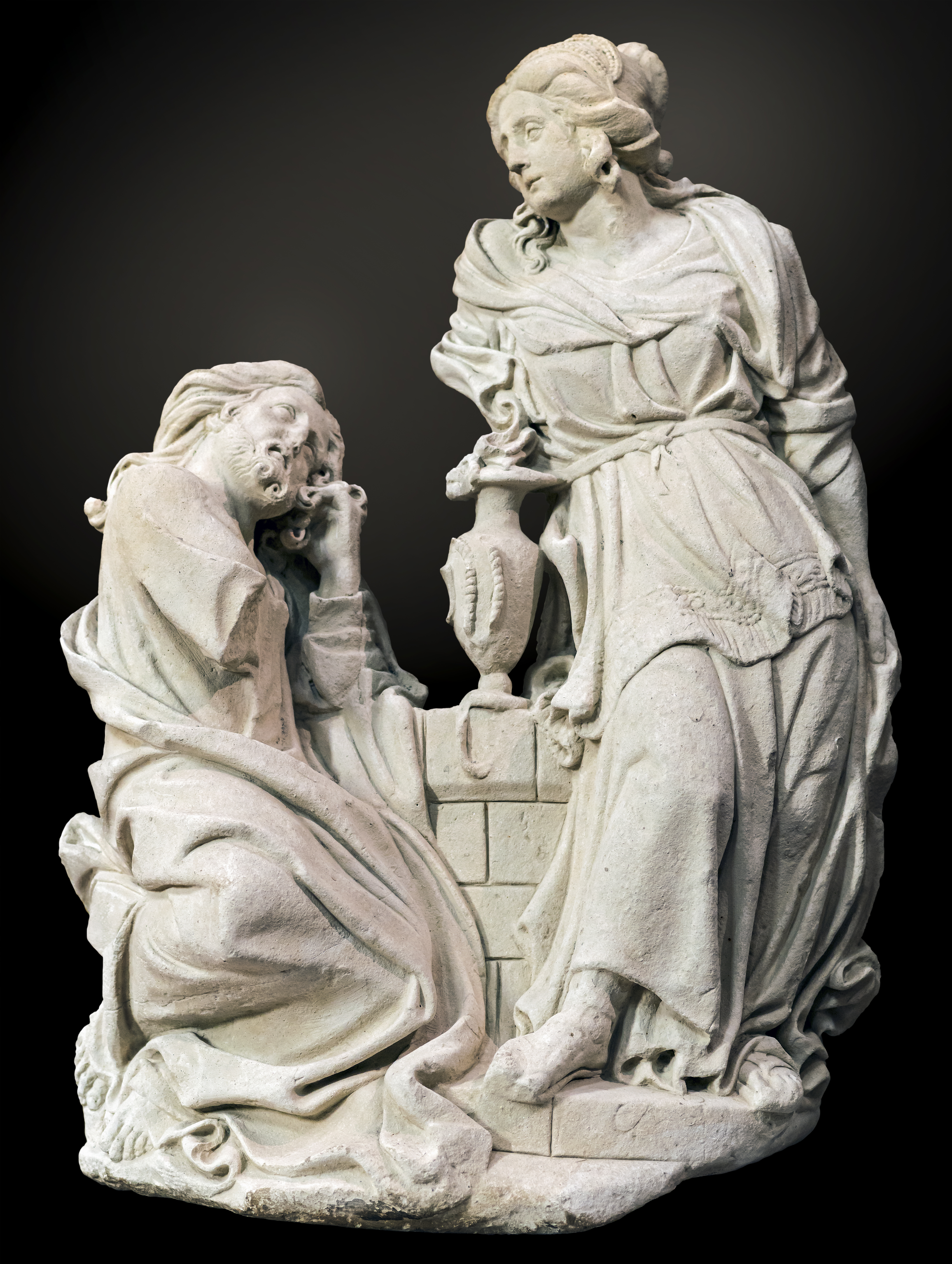
Người phụ nữ Samaria bên giếng nước 1651

Người phụ nữ Samaria bên giếng nước là một câu chuyẹn liên quan đến cuộc đời Chúa Giêsu trong Tân Ước, được tường thuật lại qua Phúc âm Gioan 4:4-26. Theo truyền thống của Chính Thống giáo Đông phương, bà có tên là Photine (từ chữ φως, là người được soi sáng). Cũng có một truyền thống ngoài Kinh Thánh liên quan đến bà, trong đó bà được gọi là Thánh Photine hoặc Photini, Photina và được coi là một vị tử đạo Kitô giáo.

## Kinh Thánh ký thuật
Theo Gioan 4:
Do đó, Người phải băng qua Samari. Vậy, Người đến một thành xứ Samari, tên là Xykha, gần thửa đất ông Giacóp đã cho con là ông Giuse. Ở đấy, có giếng của ông Giacóp. Người đi đường mỏi mệt, nên ngồi ngay xuống bờ giếng. Lúc đó vào khoảng mười hai giờ trưa. Có một người phụ nữ Samari đến lấy nước. Đức Giêsu nói với người ấy: "Chị cho tôi xin chút nước uống!" Quả thế, các môn đệ của Người đã vào thành mua thức ăn. Người phụ nữ Samari liền nói: "Ông là người Do Thái, mà lại xin tôi, một phụ nữ Samari, cho ông nước uống sao?" Quả thế, người Do Thái không được giao thiệp với người Samari.

## Luận giải
Câu chuyện này xảy ra trong bối cảnh trước khi Giêsu quay về Galilê. Người Do Thái thời đó coi người Samaria là dân ngoại và giữa họ thường có thái độ thù địch mặc dù cả hai bên chia sẻ niềm tin từ tổ phụ Do Thái giáo. Hai cộng đồng này dường như đã bị chia tách trong sau thời kỳ lưu đày, họ đều tin vào Ngũ Kinh (Môi-se), mặc dù người Samaria tin rằng Ngũ Kinh lấy từ núi thánh là Gerizim chứ không phải tại núi thánh Sion (vấn đề này có đề cập tại Gioan 4: 20).
Gioan 4 là một trình thuật được xây dựng gồm 2 phần:
- Một là kể chuyện gồm có dẫn nhập về việc các môn đệ từ thành phố trở về và tóm tắt hoạt động truyền giáo của người phụ nữ này, hệ quả và chứng từ công cuộc truyền giáo của người phụ nữ
- Hai là hai cuộc đối thoại: cuộc đối thoại thứ nhất xảy ra giữa Chúa Giêsu và người phụ nữ và cuộc đối thoại thứ hai xảy ra giữa Chúa Giêsu và các môn đệ.

Bản văn kết thúc ở lời tuyên xưng đức tin của những người Samaria.
Trên bình diện tôn giáo, người Do Thái giữ khoảng cách với dân ngoại vì luật tinh sạch nghiêm cấm mọi sự tiếp cận; còn trên bình diện xã hội, không có chuyện gặp gỡ giữa một người đàn ông với một phụ nữ, nhất là một phụ nữ xa lạ. Việc Giêsu xin người phụ nữ nước uống chứng tỏ rằng Ngài đã vượt qua cấm cản tôn giáo, nghi thức, xã hội ngăn cách giữa hai cộng đồng này. Tình huống khó khăn và tế nhị này đòi hỏi phải cư xử khéo léo để phá vỡ những điều cấm kỵ đã trói buộc trong ý thức bà. Cuộc đối thoại đã được kết nối và tình hình diễn tiến tốt đẹp. Cơn khát nước đã chuyển sang cơn khát Thiên Chúa, từ nước giếng là ân huệ của Giacóp đến nước hằng sống là ân huệ của Chúa Giêsu. Thoạt đầu, chính Chúa Giêsu ở trong tình trạng thiếu thốn, xin được trợ giúp, nhưng hiện giờ chính người phụ nữ lại là người thiếu thốn cần phải được lấp đầy.